# Droux
Droux este o comună în departamentul Haute-Vienne din centrul Franței. În 2009 avea o populație de 420 de locuitori.

## Evoluția populației
| An        | 1975 | 1982 | 1990 | 1999 | 2006 | 2009 |
| --------- | ---- | ---- | ---- | ---- | ---- | ---- |
| Populație | 577  | 512  | 493  | 425  | 418  | 420  |